# شهرستان گوانیون
شهرستان گوانیون (به لاتین: Guanyun County) یک منطقهٔ مسکونی در چین است که در لیانیانگانگ واقع شده‌است.